# St.-Benno-Viertel

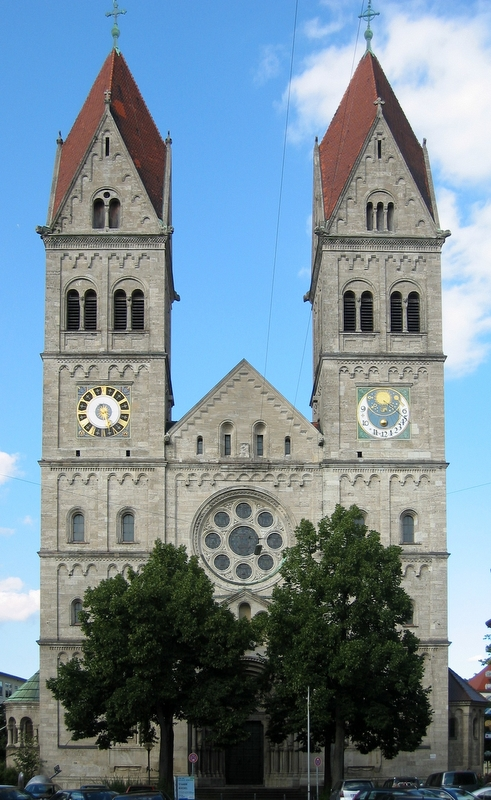
Pfarrkirche St. Benno im gleichnamigen St.-Benno-Viertel

Das St.-Benno-Viertel ist ein Teil des Münchner Stadtbezirks Maxvorstadt.

## Lage
Das Viertel liegt nordwestlich im Stadtbezirk Maxvorstadt. Es beginnt westlich des Stiglmaierplatzes und wird von der Nymphenburger Straße, der Dachauer Straße und Teilen der Lazarettstraße eingefasst. Am westlichen Ende des St.-Benno-Viertels befinden sich zwischen der Lazarettstraße und der Lothstraße das Deutsche Herzzentrum München und der Campus Lothstraße der Hochschule für angewandte Wissenschaften München. Die  Lothstraße und Teile der Lazarettstraße bilden die Grenze zwischen der Maxvorstadt im Osten und Neuhausen-Nymphenburg im Westen.

## Namensgebung
Namensgebend ist die Pfarrkirche St. Benno, die sich in diesem Viertel befindet. 

## Parkleitsystem
2008 erhielt ein Parklizenzgebiet in München denselben Namen. Es schließt kleine Teile von Neuhausen-Nymphenburg mit ein.